# Mariä Heimsuchung (Mühlbach)

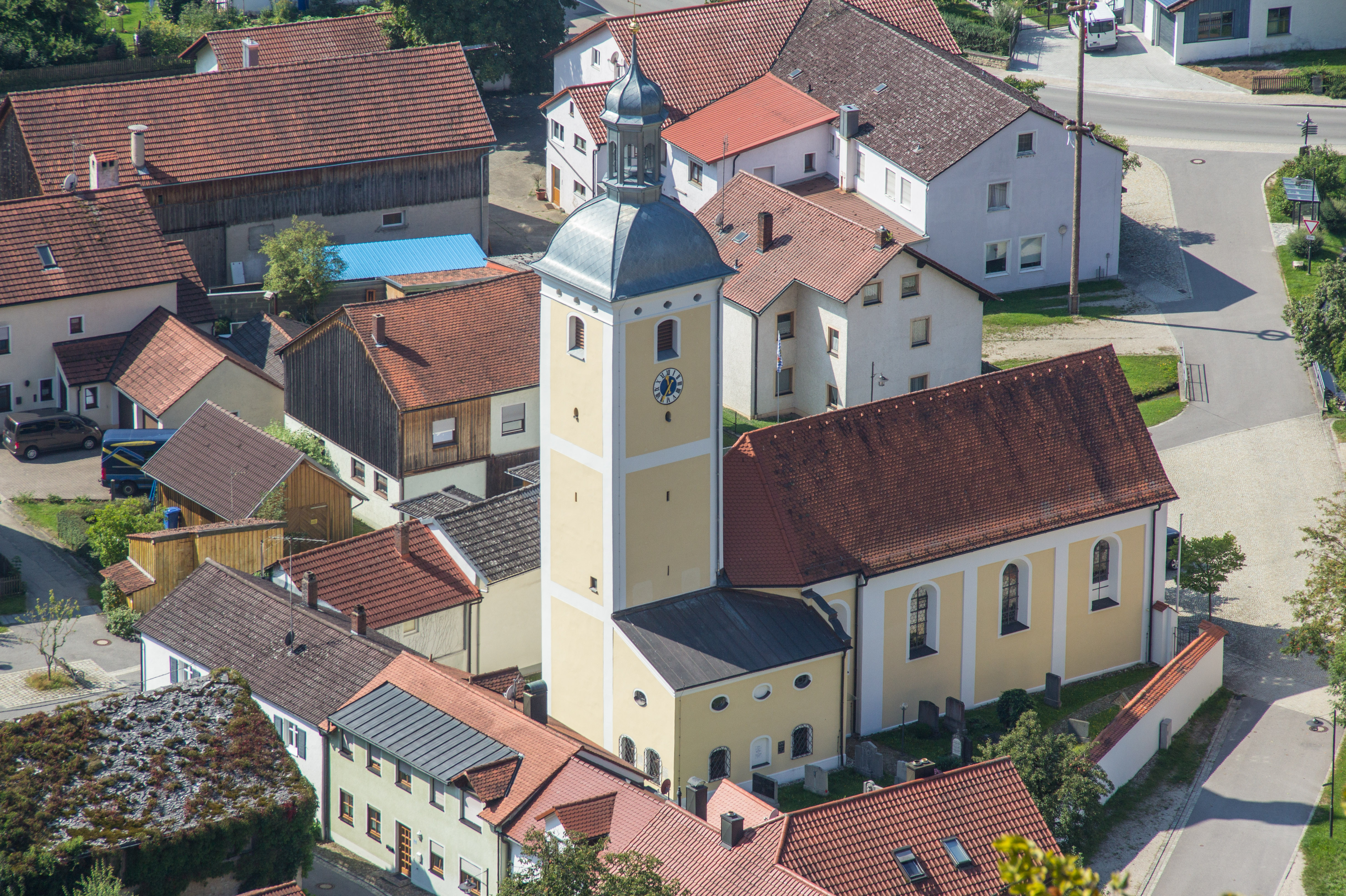
Mariä Heimsuchung (Mühlbach)

Die römisch-katholische, denkmalgeschützte Pfarrkirche Mariä Heimsuchung steht in Mühlbach, einem Gemeindeteil der Stadt Dietfurt an der Altmühl im Landkreis Neumarkt in der Oberpfalz. Sie ist dem Bistum Regensburg zugeordnet. Das Bauwerk ist unter der Denkmalnummer D-3-73-121-62 als Baudenkmal in die Bayerische Denkmalliste eingetragen. Das Patrozinium ist das Fest Mariä Heimsuchung (Visitatio Mariæ) am 31. Mai.

## Beschreibung

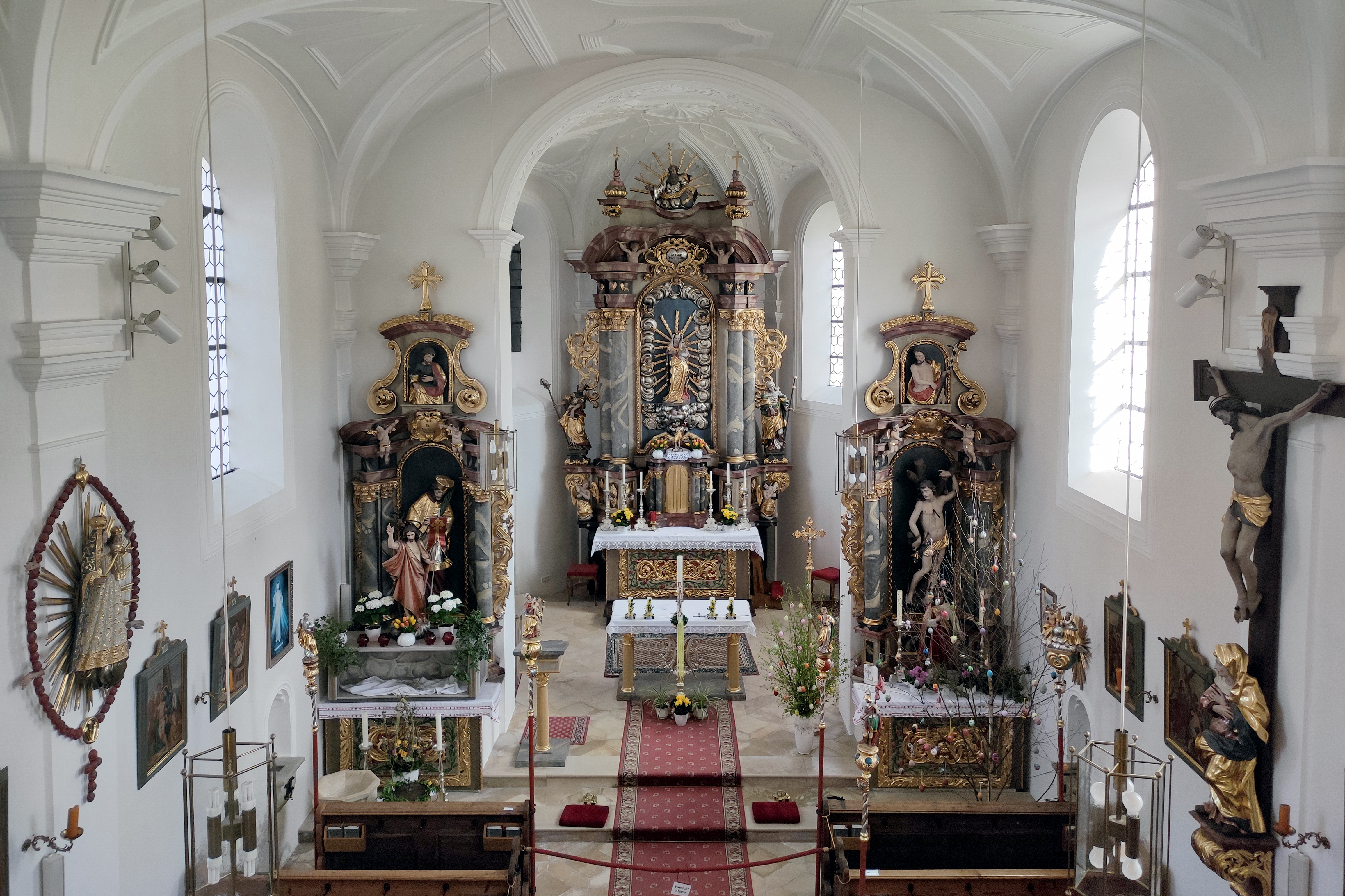
Innenraum

Die Saalkirche wurde 1722–23 erbaut. Sie besteht aus einem Langhaus, das durch Lisenen im Putz in drei Fensterachsen gegliedert ist, und einem eingezogenen, dreiseitig geschlossenen Chor im Osten. 
Der frühgotische Kirchturm hat eine Turmuhr im Obergeschoss und beherbergt den Glockenstuhl. Er ist bei einer Höhe von 33 Metern mit einer barocken Glockenhaube gedeckt, die von einer Laterne gekrönt wird. Das Portal im Westen ist mit einem gesprengten Giebel bedeckt, in dessen Nische sich eine farbig gefasste Mondsichelmadonna befindet.
Der Innenraum ist mit einem Tonnengewölbe überspannt, der des Erdgeschoss des Kirchturms mit einem Kreuzgewölbe, das auf Konsolen ruht. Zur Kirchenausstattung gehört ein Hochaltar, dessen Altarretabel Maria zeigt, der von den Statuen des hl. Joachim und der hl. Anna flankiert wird. Die beiden hochbarocken Seitenaltäre sind mit Skulpturen des hl. Sebastian und des hl. Nepomuk ausgestattet.